# 2-噻吩甲酸
2-噻吩甲酸是一种有机化合物，化学式为SC4H3CO2H。它和噻吩-3-羧酸是噻吩的两种单羧酸。2-噻吩甲酸亚铜是乌尔曼反应的催化剂。

## 合成
它可以由2-噻吩甲醛或2-乙酰基噻吩的氧化制备。

## 应用和反应

舒洛芬由2-噻吩甲酸制成，是某些眼药水中的活性成分。

2-噻吩甲酸经LDA处理后，会经历双重去质子化，生成5-锂衍生物，是许多5-取代衍生物的前体。
2-噻吩甲酸是否可以用作偶联反应和烯化反应中的底物，这个问题已得到广泛研究。